# Ľubeľa
Ľubeľa (in ungherese Lubella) è un comune della Slovacchia facente parte del distretto di Liptovský Mikuláš, nella regione di Žilina.